# Wspólnota administracyjna Wolframs-Eschenbach
Wspólnota administracyjna Wolframs-Eschenbach – wspólnota administracyjna (niem. Verwaltungsgemeinschaft) w Niemczech, w kraju związkowym Bawaria, w rejencji Środkowa Frankonia, w regionie Westmittelfranken, w powiecie Ansbach. Siedziba wspólnoty znajduje się w mieście Wolframs-Eschenbach, a przewodniczącym jej jest Stefan Maul.
Wspólnota administracyjna zrzesza jedną gminę miejską (Stadt) oraz jedna gminę wiejską (Gemeinde): 
- Mitteleschenbach, 1 592 mieszkańców, 10,51 km²
- Wolframs-Eschenbach, miasto, 2 817 mieszkańców, 25,47 km²